# Reichsbund jüdischer Frontsoldaten

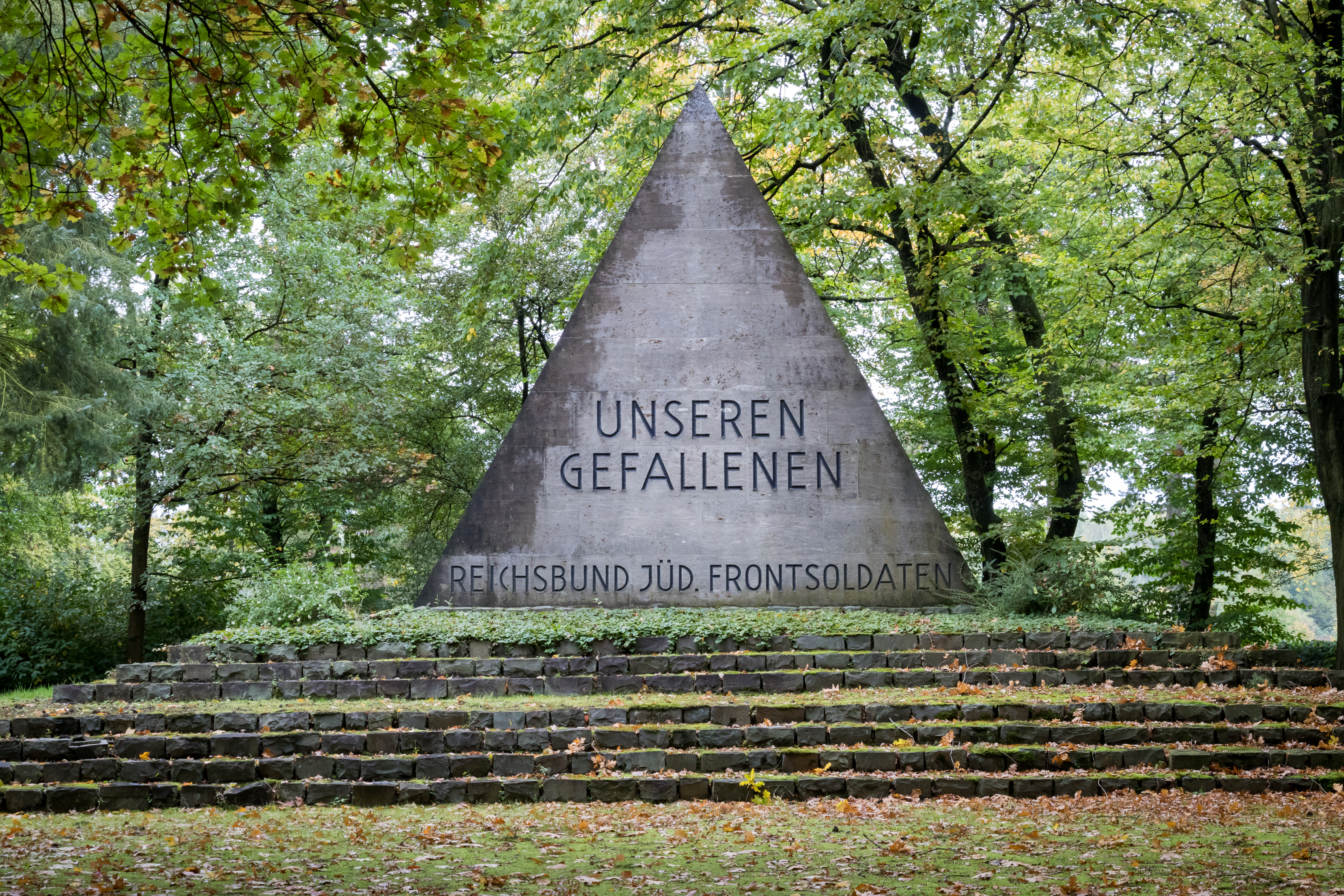
Ehrenmal des Reichsbundes auf dem jüdischen Friedhof in Köln-Bocklemünd

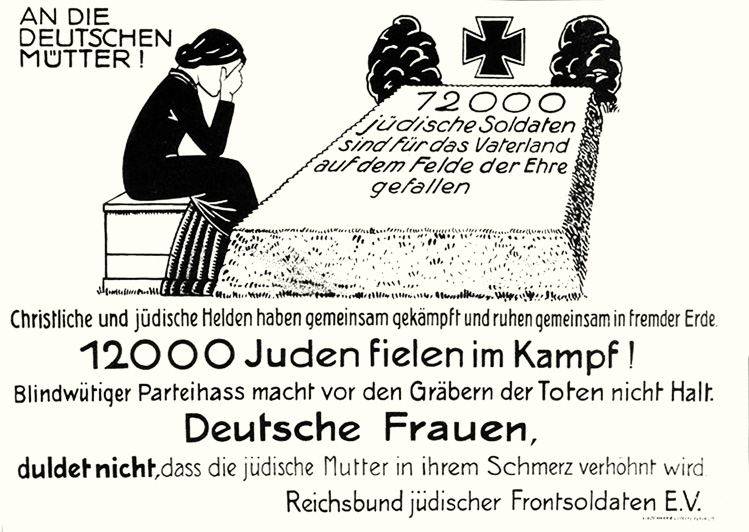
1920 vom Reichsbund jüdischer Frontsoldaten herausgegebener Handzettel, als Antwort auf die Anschuldigungen fehlenden Patriotismus

Der Reichsbund jüdischer Frontsoldaten (RjF) war eine Vereinigung von jüdischen deutschen Soldaten, die im Ersten Weltkrieg gekämpft hatten. Ab 1933 exponierte sich der RjF vor allem als nicht-zionistischer Teil des Jüdischen Sports im NS-Deutschland. 2006 erfolgte die Neugründung durch Soldaten der Bundeswehr.

## Geschichte
Der Reichsbund wurde im Februar 1919 auf Initiative von Leo Löwenstein gegründet. Seine Zielsetzung war die Abwehr des Antisemitismus in Deutschland unter Berufung auf die Tatsache, dass im Ersten Weltkrieg etwa 85.000 deutsche Juden gekämpft hatten, von denen etwa 12.000 fielen.
„Der RJF sieht die Grundlage seiner Arbeit in einem restlosen Bekenntnis zur deutschen Heimat. Er hat kein Ziel und kein Streben außerhalb dieser deutschen Heimat und wendet sich aufs schärfste gegen jede Bestrebung, die uns deutsche Juden zu dieser deutschen Heimat in eine Fremdstellung bringen will.“
Der RjF hatte schnell mehr als 30.000 Mitglieder, und ihre Zahl stieg auf zeitweise etwa 55.000. Er war damit die mitgliederstärkste Organisation des deutschen Judentums in der Weimarer Republik. Fast die Hälfte der überlebenden jüdischen Frontkämpfer wurde Mitglied in den ca. 500 Ortsgruppen. Dem RjF angeschlossen waren ein jüdischer Sportbund „Schild“, die Kriegsopferabteilung sowie ein Siedlungswerk. Von 1921 bis 1938 erschien als Verbandszeitung „Der Schild“. Die erste Gründung von RjF-Sportgruppen „Schild“ führt auf Selbstschutzpläne des RjF vom Sommer 1923 zurück. Anlass waren die pogromartigen Scheunenviertelkrawalle vom November 1923. Der Reichsbund bildete, nachdem die Polizei die tagelangen Krawalle zunächst nicht unter Kontrolle bekam, eigene bewaffnete Patrouillen, die die Aufgabe hatten, ihre Glaubensgenossen bis zum Eingreifen der Polizei zu schützen.
Neben einem Gedenkbuch Die jüdischen Gefallenen des deutschen Heeres, der deutschen Marine und der deutschen Schutztruppen 1914–1918 mit den Namen der 12.000 gefallenen Juden gab der RjF 1924 eine Neuauflage des Buches Jüdische Flieger im Weltkrieg von Felix Aaron Theilhaber heraus, auf dem Titel das Flugzeug des Kampffliegers Fritz Beckhardt, das mit einem Hakenkreuz verziert war.
Im Unterschied zu den Zionisten strebte der RjF mehrheitlich die Assimilation der Juden in die deutsche Gesellschaft an. Dieses Ziel sollte unter anderem dadurch gefördert werden, dass Juden Ausbildungen in Berufen vermittelt wurden, die ihnen jahrhundertelang versperrt gewesen waren, vor allem in der Landwirtschaft, aber auch im Handwerk. Mit zunehmendem Druck auf die Juden nach der Machtübernahme der NSDAP ergab sich dann in dieser Zielsetzung eine Gemeinsamkeit mit den Zionisten: Die Ausbildungen, die von zionistischen Kreisen im Rahmen der Hachschara durchgeführt wurden, erleichterten nach dem Verlassen Deutschlands die Begründung neuer Existenzen in den Auswanderungsländern.
1936 wurde dem RjF jegliche politische Tätigkeit untersagt, und 1938 wurde der Reichsbund zwangsweise ganz aufgelöst.

## Bund jüdischer Soldaten als Nachfolgeverband ab 2006
Am 8. November 2006 gründeten jüdische Soldaten der Bundeswehr in Gerolstein den Bund jüdischer Soldaten (BjS) e. V., der sich öffentlich in die Tradition des Reichsbunds jüdischer Frontsoldaten stellt. Der Bund jüdischer Soldaten „wurde gegründet mit dem Ziel, einen Beitrag zur Bewahrung des Andenkens an die jüdischen Soldaten in deutschen Armeen zu leisten“. Erster Vorsitzender wurde Michael Berger.

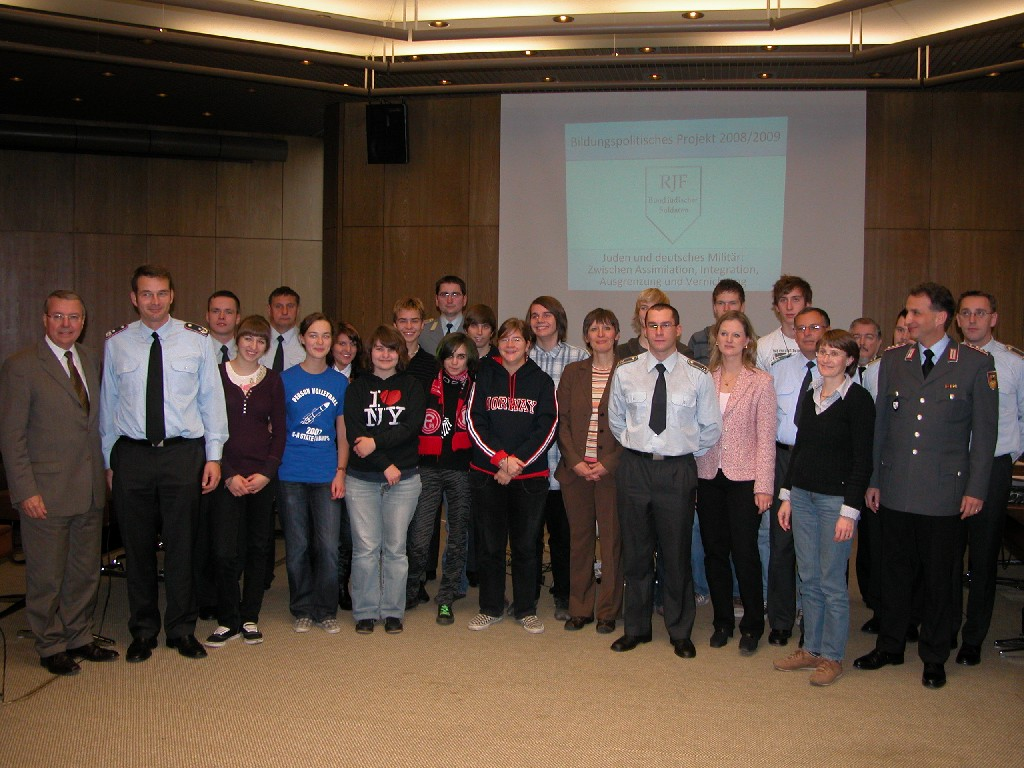
Vertreter des Bundes jüdischer Soldaten mit Schülern bei einem Bildungsprojekt

„Ein besonderes Anliegen des Bundes ist es, an das Schicksal der ehemaligen jüdischen Frontsoldaten des Ersten Weltkrieges und ihrer Familien in der Zeit der nationalsozialistischen Gewaltherrschaft zu erinnern“. Der Verein hat wenige Dutzend Mitglieder und gibt die unregelmäßig erscheinende Vereinszeitschrift Der Schild heraus.
Von 2019 bis 2024 war Oberstleutnant d.R. Rainer Hoffmann Vorsitzender, 2024 wurde Oberstabsarzt d.R. Claudia Berger als neue Vorsitzende gewählt.